# Представительство (правоотношение)
Представительство предполагает совершение сделки одним лицом (представителем) от имени другого лица (представляемого) в силу полномочия, основанного на доверенности, указании закона, либо акте уполномоченного на то государственного органа или органа местного самоуправления, создающей, изменяющей либо прекращающей гражданские права представляемого. Полномочие представителя может также явствовать из обстановки, в которой действует представитель (продавец, кассир и т. п.).
Представитель не может совершать сделки от имени представляемого в отношении себя лично, а также в отношении другого лица, представителем которого он одновременно является, за исключением случаев коммерческого представительства.

## Стороны представительства (субъекты отношений)
Существует три стороны в представительстве:
1. представитель — лицо, действующее от имени представляемого
2. представляемое лицо — лицо, от имени которого действует представитель.
3. третье лицо (то есть лицо, с которым возникают правоотношение вследствие действий представителя)

Требование к представителю:
- представителем могут быть любые физические или юридические лица, а также Российская Федерация, её субъекты и муниципальные образования
- представителем не может быть лицо от 14 до 18 лет, так как воля такого лица будет восполняться волей его законного представителя, согласие которого необходимо для совершения сделок таким представителем (ст. 26 ГК). По той же причине представителем не может быть и ограниченно дееспособный гражданин (ст. 30 ГК)[1]

Требование к представляемому:
- Если полномочие представителя возникает в силу закона и от представляемого не требуется совершение каких-либо действий, им может быть любое правоспособное лицо.
- В тех случаях, когда представительство возникает в результате активных действий представляемого, он должен обладать не только правоспособностью, но и дееспособностью. Так как в законе не указано иное, граждане от 14 до 18 лет могут предоставить полномочие путём выдачи доверенности только с согласия законных представителей. Это требование не распространяется на доверенности, выданные в отношении сделок, которые указанные граждане могут совершать самостоятельно (п. 2 ст. 26 ГК) Для юридического лица возможность выступать в качестве представляемого возникает с момента внесения записи о создании указанного лица в государственный реестр.

Но есть ограничения, наложенные на некоторых представителей, так, опекун (или попечитель) не вправе совершать сделку со своим подопечным.

## Виды представительства
В гражданском праве выделяется два типа представительства (не путать с представительством в суде):
- Добровольное представительство — представительство, которое основано на договоре между представляемым и представителем. Особенность данного вида является то, что представительство возникает вследствие добровольного волеизъявления сторон. К тому же, к этому виду представительства относится доверенность и коммерческое представительство.
- Законное представительство — представители назначаются согласно предписанию закона. Так, законным представителем малолетних (от 6 до 14 лет лиц) согласно п. 1 ст. 28 ГК являются их родители. Также возможно представительство на основании актов государственных органов или органов местного самоуправления.

### Коммерческое представительство
Особенностью данного подвида представительства является то, что представитель выступает только от имени и только в интересе юридического лица и (или) индивидуального предпринимателя. Поведение представителя в данном случае полностью совпадает с поведением юридического лица или индивидуального предпринимателя, в его обязанности входят — исполнение поручений представляемого, а также сохранения в тайне информации, которая является коммерческой тайной. Коммерческим представителем может быть юридическое лицо или индивидуальный предприниматель, осуществляющие представительство в виде промысла (например, брокерские компании, действующие на фондовых биржах в интересах своих клиентов).
Действия, которые осуществляются коммерческими представителями, ограничивается сделками, которые может осуществлять юридическое лицо или индивидуальный предприниматель. Данный подвид представительства является возмездным.

## Совершение действий лицом, у которого отсутствуют полномочия
Совершений сделок без полномочий не влечет каких-либо правовых последствий для представляемого лица, но есть исключение — в случае дальнейшего одобрения представляемого лица. Сроки, которые применяются к такому одобрению соответствуют срокам исполнения обязательств (гл. 22 ГК).

## Директор как представитель
Существует неоднозначность в ответе на вопрос, является ли руководитель (в более общем случае — исполнительный орган) юридического лица его представителем. Мнения специалистов на этот счет существенно разнятся.
Если считать директора представителем, то на следующие вопросы следует ответить отрицательно:
- может ли директор фирмы подписать с обеих сторон договор между этой фирмой и собой как физическим лицом
- может ли человек, являющийся директором двух фирм, подписать с обеих сторон договор между этими двумя фирмами
- может ли человек, являющийся директором одной фирмы, и представляя другую фирму по доверенности, подписать с обеих сторон договор между этими двумя фирмами

Российская судебная практика в этих вопросах однозначна: Согласно статье 53 Гражданского кодекса Российской Федерации юридическое лицо приобретает гражданские права и принимает на себя гражданские обязанности через свои органы, действующие в соответствии с законом, иными правовыми актами и учредительными документами. Действия органов юридического лица, направленные на установление, изменение или прекращение прав и обязанностей юридического лица, признаются действиями самого юридического лица. В силу указанной нормы органы юридического лица не могут рассматриваться как самостоятельные субъекты гражданских правоотношений и, следовательно, выступать в качестве представителей юридического лица в гражданско-правовых отношениях. (Постановление Президиума Высшего Арбитражного Суда РФ от 1 ноября 2005 г. N 9467/05)
Следовательно:
- директор фирмы может подписать с обеих сторон договор между этой фирмой и собой как физическим лицом
- человек, являющийся директором двух фирм, может подписать с обеих сторон договор между этими двумя фирмами
- человек, являющийся директором одной фирмы, и представляя другую фирму по доверенности, может подписать с обеих сторон договор между этими двумя фирмами